# Hans-Beimler-Wettkämpfe

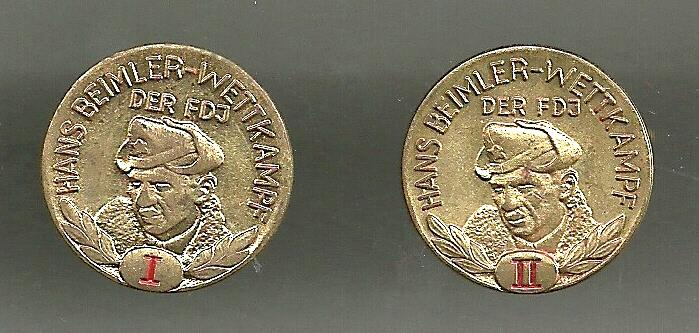

Die Hans-Beimler-Wettkämpfe der FDJ und der Gesellschaft für Sport und Technik waren eine vormilitärische Ausbildung in der Deutschen Demokratischen Republik, die 1967 vom Ministerium für Volksbildung in Form von  wehrsportlichen Wettkämpfen an allen Polytechnischen Oberschulen in den Klassen 8 bis 10 eingeführt wurden. Ab 1978 galt der sozialistische Wehrunterricht an den Schulen als fester Erziehungsbestandteil.

## Hintergrund und Intention der Veranstaltungen
Im Zuge der zunehmenden Militarisierung wollte das SED-Regime in alle Lebensbereiche vordringen, um bereits Kinder und Jugendliche mit dem Militär vertraut zu machen. In den 1970er Jahren wurde in Kindergärten Kriegsspielzeug angeschafft und in den Schulen führte man das Manöver Schneeflocke ein.  Die Hans-Beimler-Wettkämpfe, benannt nach dem Spanienkämpfer Hans Beimler (1895–1936), sollten die Begeisterung für militärische Berufe wecken. Sie dienten der vormilitärischen Ausbildung und der ideologischen Schulung. Die Schüler sollten sich das ganze Jahr lang auf die Wettkämpfe vorbereiten, sowohl innerhalb des Unterrichts, hier vornehmlich im Sportunterricht, sowie bei außerschulischen Veranstaltungen. Die Durchführung oblag der jeweiligen Schule.

## Ablauf
Zu Beginn des eintägigen Wettkampfs wurde ein Gelöbnis auf das „sozialistische Vaterland“ gesprochen. Danach fanden politisch-ideologische Veranstaltungen der Zivilverteidigung der DDR statt. Anschließend wurden mehrere wehrsportliche Disziplinen in Einzel- und Mannschaftsdisziplinen ausgefochten. Dazu gehörten:
- Handgranatenzielwurf
- Geländelauf
- Sportschießen mit Luftgewehr (8. Klasse) und Kleinkalibergewehren (9./10. Klasse)
- Geländespiel mit Orientierungsmarsch

Anfang der 1970er wurde der sogenannte „Marsch der Bewährung“ hinzugenommen, der einen zehn Kilometer langen Parcours mit verschiedenen Einzeldisziplinen wie Eilmarsch oder das Erstellen von Notunterkünften beinhaltete. Mit Einführung des verbindlichen Wehrunterrichts verringerte sich das Teilnehmerfeld nur noch auf die 8. Klassen.
An den Wettkämpfen sollen laut SED-Angaben aus 1977 etwa 77 % aller Schüler teilgenommen haben.